# Langaskjeret
Ne doit pas être confondu avec Langaskjeret (Fitjar), Langaskjeret (Stord) ou Langaskjeret (Øygarden).
Langaskjeret est une île norvégienne du comté de Hordaland appartenant administrativement à Bømlo.

## Description
Rocheuse et désertique, à fleur d'eau, elle s'étend sur environ 292 m de longueur pour une largeur approximative de 85 m.  